# Мјастечко Слонскје
Мјастечко Слонскје (пољ. Miasteczko Śląskie) је град у Пољској у Војводству Шлеском у Повјату тарногорском. Према попису становништва из 2011. у граду је живело 7.524 становника.

## Становништво
Према прелиминарним подацима са пописа, у граду је 2011. живело 7.524 становника.
| 2002. | 2011. | 2012. |
| ----- | ----- | ----- |
| 7.439 | 7.524 | 7.494 |